# Theres Agosti Monn
Theres Agosti Monn (* 1961) ist eine Schweizer Politikerin (SP). Seit 2013 ist sie Mitglied des Zürcher Kantonsrats.

## Leben
Theres Agosti Monn ist von Beruf Schulleiterin und wohnt in Turbenthal. Sie hält einen MSc in Organisationsberatung / Organisationsentwicklung der Fachhochschule Vorarlberg und einen MAS Bildungsmanagement der Pädagogischen Hochschule Zürich.
Nach einer Ausbildung zur Primarlehrerin arbeitete Agosti Monn von 1983 bis 1996 als Lehrerin auf der Primarstufe. Zwischen 2000 und 2005 war sie Stellvertreterin der Stiftungsleitung im Gehörlosendorf Turbenthal. Von 2005 bis 2014 arbeitete sie als Schulleiterin an der Primarschule Wald, bevor sie zwischen 2017 und 2019 als Leiterin Integration an der Heilpädagogischen Schule Turbenthal angestellt war.

## Politik
Agosti Monn ist Mitglied der Sozialdemokratischen Partei der Schweiz (SP). Zwischen 1996 und 2006 war sie Gemeinderätin in ihrer Wohngemeinde Turbenthal. Am 19. August 2013 trat Agosti Monn für den Wahlkreis XV Winterthur Land in den Zürcher Kantonsrat ein. Seit dem 6. Mai 2019 ist sie dort Mitglied der Kommission für Planung und Bau. Ihre politischen Schwerpunkte liegen bei einem integrativen Bildungsangebot.